# Przeworsk
Przeworsk é um município da Polônia, na voivodia da Subcarpácia e no condado de Przeworsk. Estende-se por uma área de 22,13 km², com 15 452 habitantes, segundo os censos de 2017, com uma densidade de 698,2 hab/km².